# An-Nahl

An-Nahl w kaligrafii arabskiej

An-Nahl (arab. ‏سورة النحل‎, pol. pszczoły) – szesnasta sura Koranu. Jest to sura mekkańska. Ma sto dwadzieścia osiem ajat. Jej nazwa dosłownie znaczy „pszczoły”.
Sura ta ostrzega przed bałwochwalstwem oraz wychwala Allaha mówiąc, że czyni to wszelkie stworzenie i aniołowie oraz że Stwórca poddał człowiekowi Ziemię. Sura podaje cuda przyrody – rośliny, morza, góry, gwiazdy – jako przykłady nieskończonej mocy twórczej Allaha, który nie może być do niczego porównany:
Nie bierzcie Boga na przedmiot porównań. Bóg wie wszystko, a wy nic nie wiecie. (16:76)
Werset 16:106 odpiera zarzuty, jakoby Mahomet wymyślił Koran:
Wiem ja co oni mówią: Oto człowiek dyktuje Mahometowi Koran; ale ten, na kogo ich podejrzenie pada, mówi językiem obcym; a w Koranie język arabski jest czysty i ozdobny.